# Аврамівка (Уманський район)
Авра́мівка — село в Україні, у Монастирищенській міській громаді Уманського району Черкаської області. Розташоване на лівому березі річки Конела (притока Гірського Тікичу) за 2 км на північний схід від міста Монастирище та за 10 км від залізничної станції Монастирище. Населення становить 1 916 осіб (2009 р.).

## Історія
Виникло село в середині 1600-х рр. Про час заснування та походження назви існують дві легенди. Перша стверджує, що її заснував козак Аврам, інша — єврей Абрамовський, який нібито тут поставив корчму, мав заїжджий двір.
З давніх часів поселення складалося з двох частин: суто Аврамівки та Ксьондзівки. Аврамівка — на лівому березі річки Конела, Ксьондзівка — на правому. Ксьондзівка названа так через те, що тут землі належали костьолу (ксьондзу). З 1845 р. вона ще й мала назву Плаксіївка (земля тут була не дуже родюча, а тому наплачешся). В побуті вживають тут ще одну назву - "стояни" (фільтраційні поля колишнього спиртзаводу).
З початку 1700-х рр. поселення належало першому монастирищенському поміщикові польському гетьману Тарновському, потім його вдові княгині Анні, її зятю Ланцкоронському, на початку 1800-х рр. — Леву Федоровичу Кальм-Подоському, потім його сину Леонтію. У 1890-х рр. землями і маєтком заволоділи його зяті Йосиф Родоський (Австрія) та Казимир Сулятицький (П'ятигори). Вони врятували тестя від банкрутства, збудували йому новий маєток, а на території старого маєтку в 1898 р. заснували цукрозавод (тепер тут машинобудівний завод).
У порівнянні з багатьма іншими поселеннями Аврамівка до революції бідною не була. Цьому сприяло існування поряд цукрового заводу, гуральні та те, що тут жили заможні міщани. Цукрозавод почав виробляти продукцію з 1898 р., гуральня реконструйована у спиртзавод з 1885 р. Із середини XIX ст. на території села існувала поміщицька гуральня (в документах — винокурний завод), де виробляли горілку. Була вона під сніпками. Працювало там 15 осіб. Орендував її у Леонтія Кальм-Подоського Хайм Шапіро. Щоб збудувати більш сучасний завод, старий спочатку застрахували, потім спалили. На одержані гроші за страховку збудували новий, наростивши другий поверх уже під бляхою і з сучасним європейським обладнанням. Виробляли високоякісний спирт із зерна по 300 відер за рік. У 1919 р. завод було націоналізовано, але на підставі НЕПу ще деякий час працював під наглядом все того ж Шапіро. Потім його законсервували. Завод почав виробляти наново спирт-сирець з 1928 р., коли відновив виробництво Монастирищенський цукрозавод.
До 1923 р. Аврамівка знаходилася в складі Монастирищенської волості Київської губернії, мала свого старосту та збирача податків. Релігійну громаду очолював священик Георгій Мрочковський.
Радянську владу в селі вперше встановили у квітні 1919 р., обравши Аврамівську раду робітничо-селянських депутатів. Її очолив Онуфрій Бондар, з 1929 р. — Степан Бойко. Через рік (у травні 1920 року) утворили комітет незаможних селян (комнезам), який очолював спочатку Євнух Мельник, пізніше — Тодор Бойко. З 1923 р. існував тут комсомольський осередок, яким керував І. Логвинов.
У 1920-ті рр. значна частина селянських дворів мала свої коні, вози, плуги і культиватори, а більш заможні — свої жниварки та молотильні агрегати. 
Після 1926 року тут утворили ще й товариство бурякове, яке об’єднало ті двори, що розпочали сіяти цукрові буряки для заводу.
У 1929 р. бідніша частина селян об'єдналася у колгосп. Колгоспу дали чудернацьку назву — ім. Тсоавіахіму. Правда, її через кілька років замінять на імені Щорса.
Велику шкоду селу нанесли репресії 1937-го року. Заарештували переважно працівників спиртового та цукрового заводів. З 33-х заарештованих було: 8 колгоспників, 13 працівників спиртзаводу, 2 — цукрозаводу, інших — 12. З них розстріляно – 25, зокрема: директора заводу, голову колгоспу, керуючого відділком радгоспу. Всіх інших відправили в табори на 10 років.
На війну в червні-липні 1941 року звідси забрали близько 200 осіб, не повернулися з фронтів 88 воїнів. Окупанти відправили до Німеччини 173 мешканці, розстріляли п'ятьох. Разом з районним центром з фашистської неволі Аврамівку визволяли воїни 42-ї гвардійської стрілецької дивізії 10 березня 1944 р.
У 1958 р. новим стимулом для підвищення рівня господарювання стала передача техніки та механізаторів з МТС до колгоспу.
1959 рік обернувся новою несподіванкою: об'єднали в одне господарство Аврамівку та Летичівку. назвали його іменем Карла Маркса, в селах утворили дільниці №1 та №2, залишивши обидві тракторні бригади самостійними, сівозміни — автономними. В 1973 р. всі чотири села Нове Місто, Аврамівку, Завалля та Летичівку — об'єднали в одне господарство, яке прийняло знову ім'я Карла Маркса. В 1992 р. сільські сходки Аврамівки та Летичівки вирішили від'єднатися від Нового Міста і знову почати господарювати самостійно.
Добра команда керівників забезпечила і добрі справи в господарюванні вже в умовах жорсткої економічної кризи в країні і у районі. За 3-4 роки тут збудували критий тік, пилораму, дві комори, реконструювали свиноматочник, телятник та інші виробничі приміщення. Придбали 5 тракторів, буряконавантажувач, буряковий збиральний комплекс, 5 автомобілів, 5 сівалок, гноєтранспортер, лущильник, насоси.
У зв'язку з т. з. боротьбою проти алкоголізму, у 1986 р. зупинили роботу спиртзаводу. Підприємство перетворили в Монастирищенський хімфармзавод у складі Дарницького хіміко-фармацевтичного підприємства з випуску готових лікарських засобів. За ці роки підприємство (з 1994 р. воно стало акціонерним товариством) пройшло шлях від виготовлення автомобільних аптечок, розфасовки готових ліків, випуску вітамінних пакетів для худоби до сучасних лікарських препаратів 46 видів.
Колишня воловня (тепер комора) звертає увагу своєрідною архітектурою фасаду. Знаходиться над ставком праворуч від мосту, якщо їхати з Монастирища.

## Відомі люди
- Бевз Роман Миколайович (1981-2014) — майор Збройних сил України, учасник російсько-української війни.
- Нищик Руслан Петрович (1991-2015) — молодший сержант Збройних сил України, загинув при боях за Дебальцеве.

## Галерея

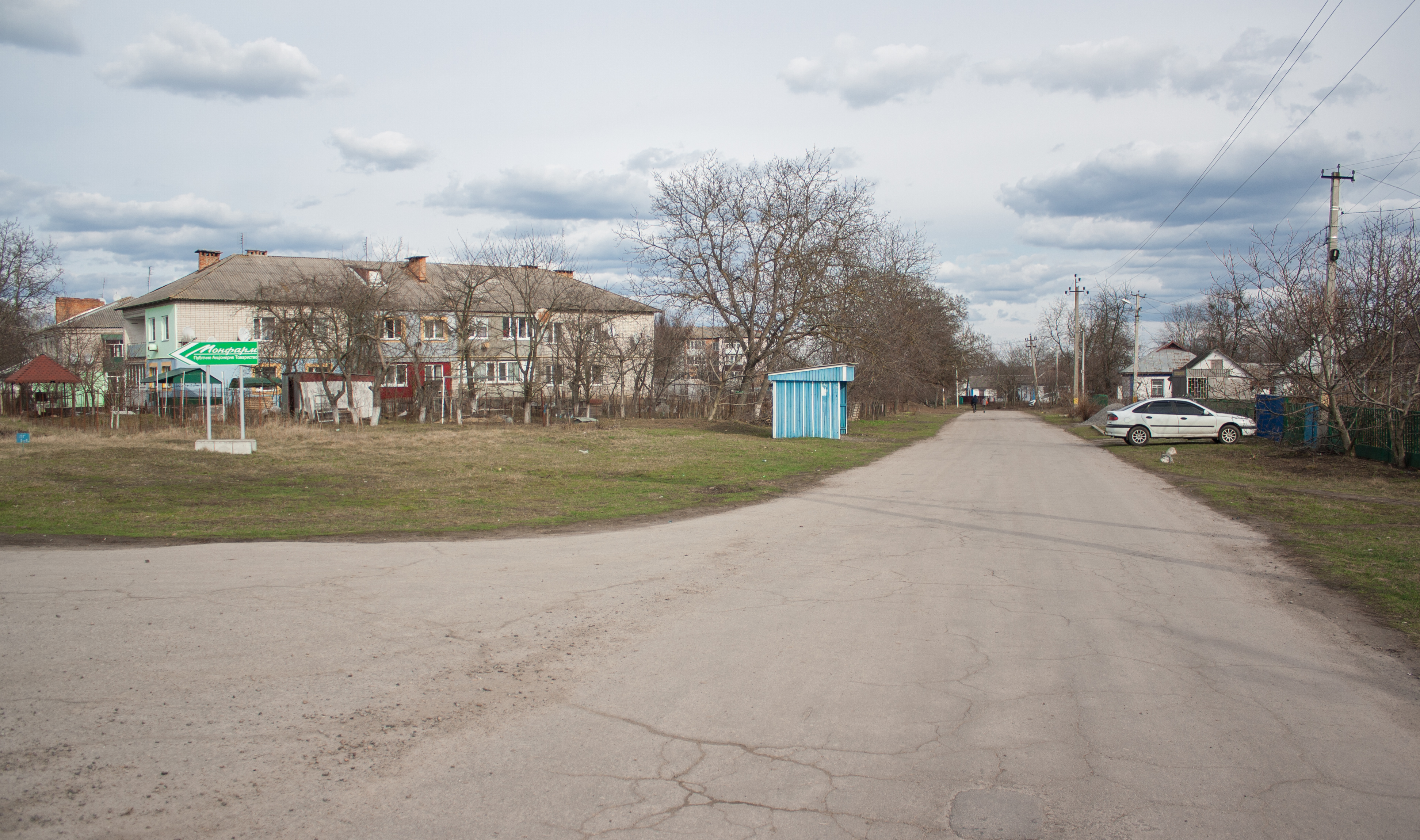
Вулиця Центральна
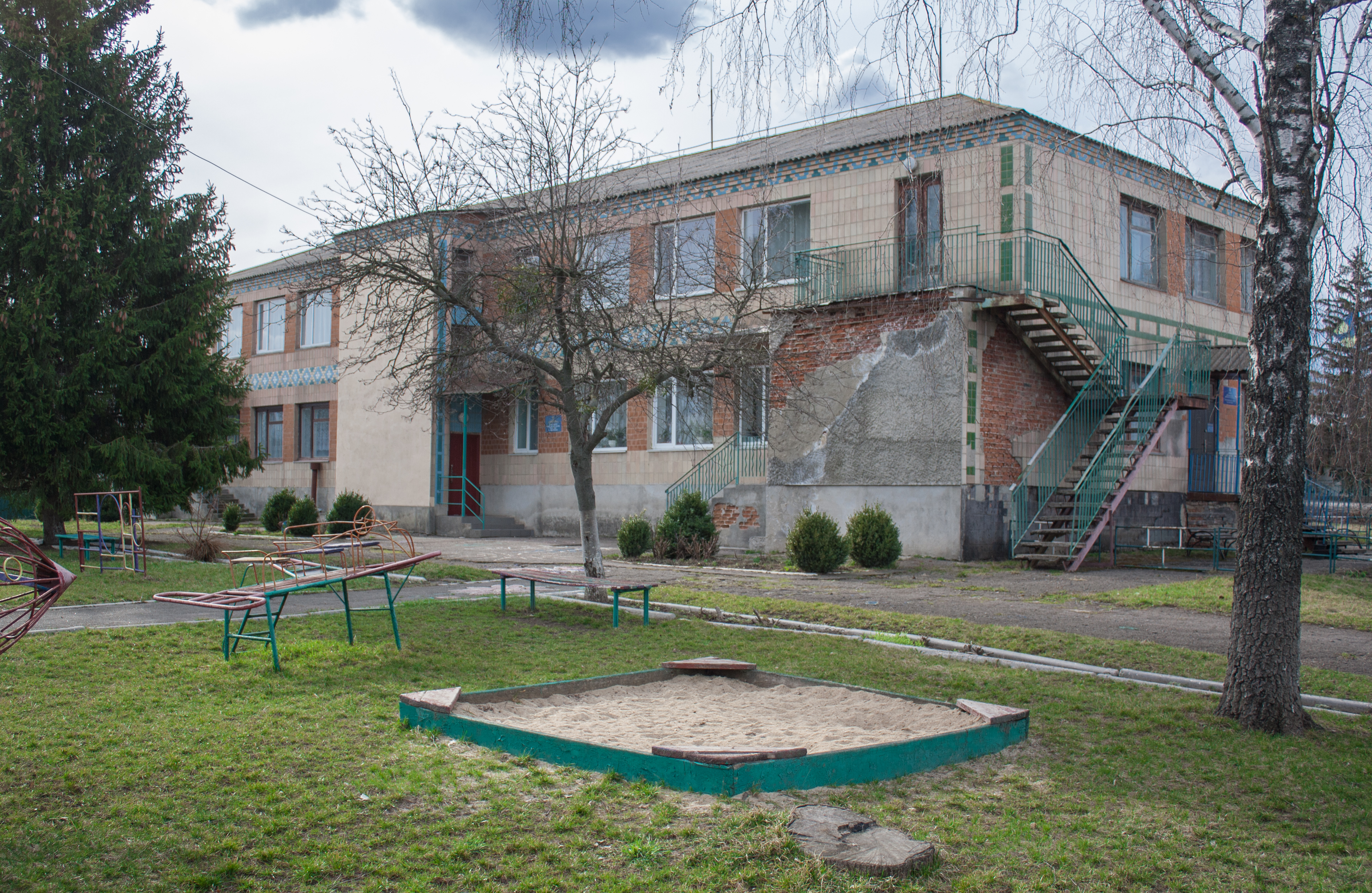
Дитсадок і сільрада
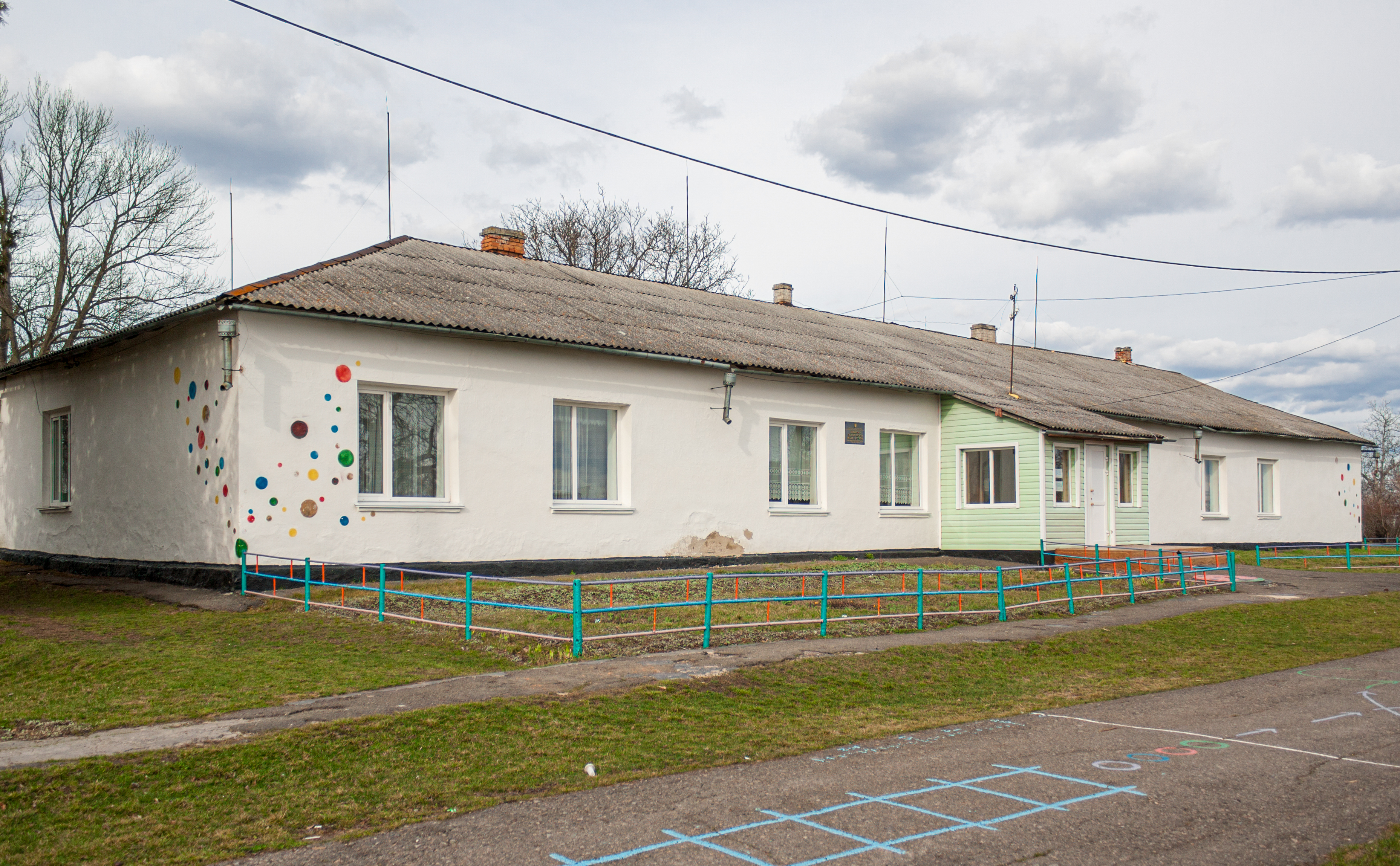
Школа
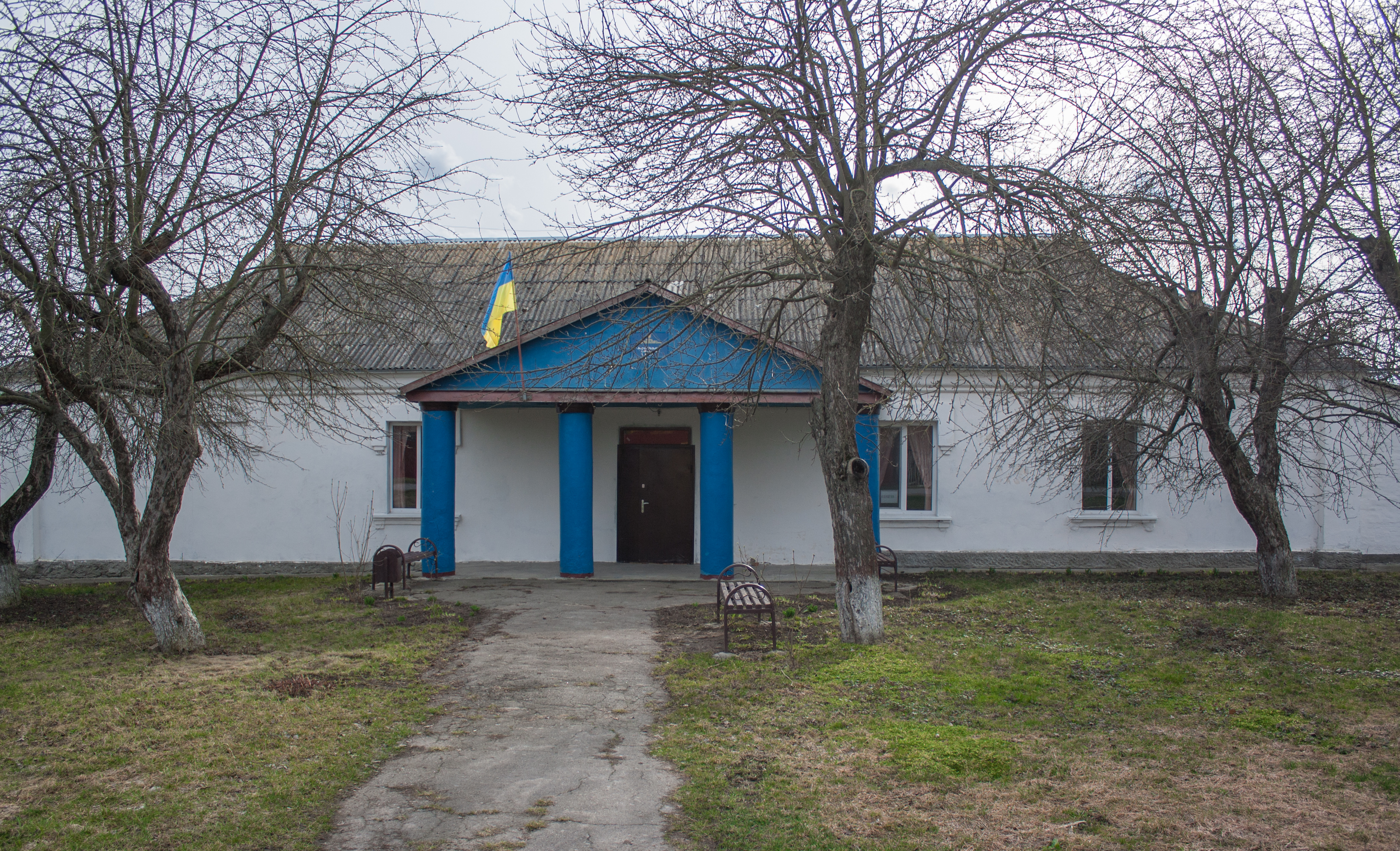
Будинок культури
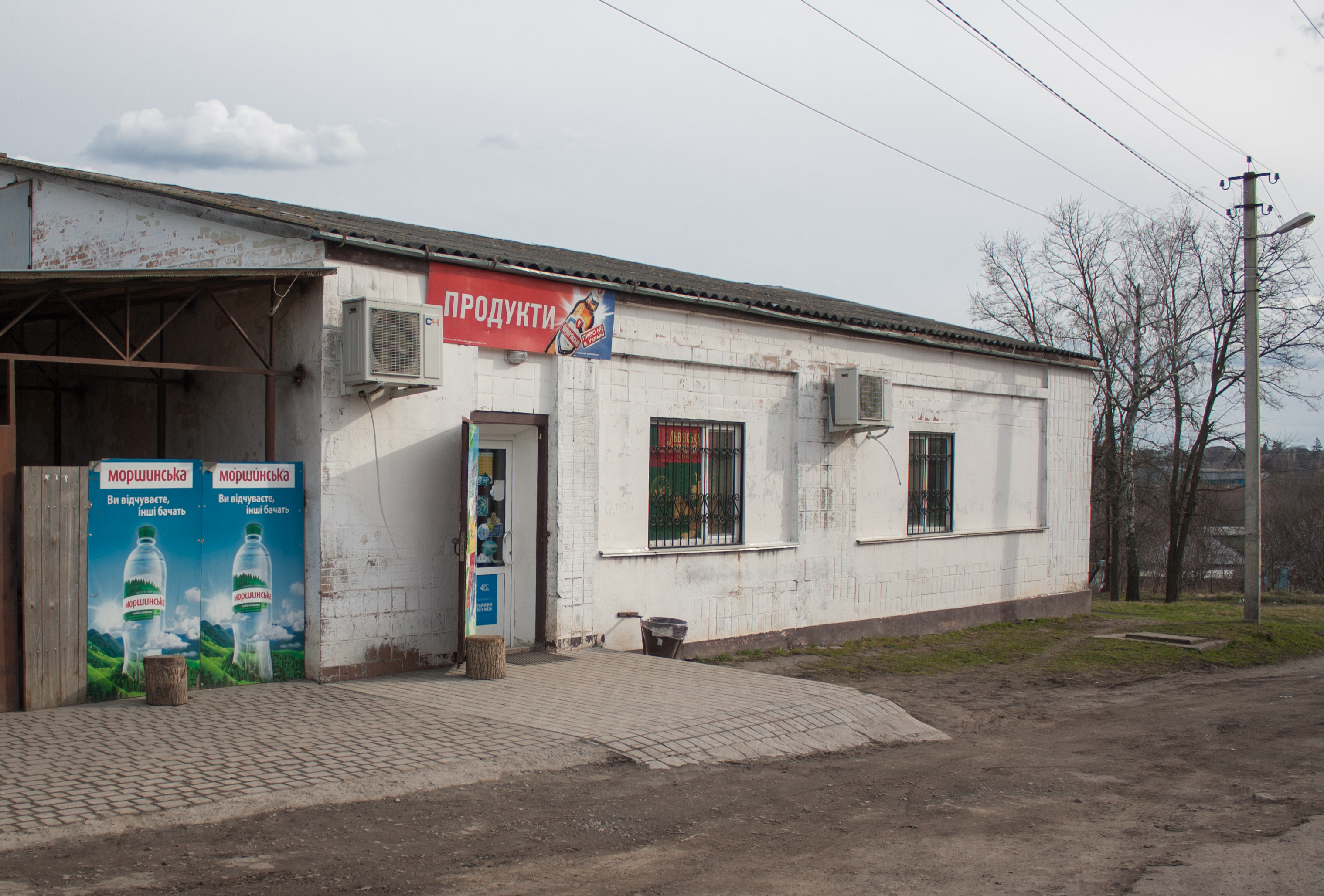
Магазин
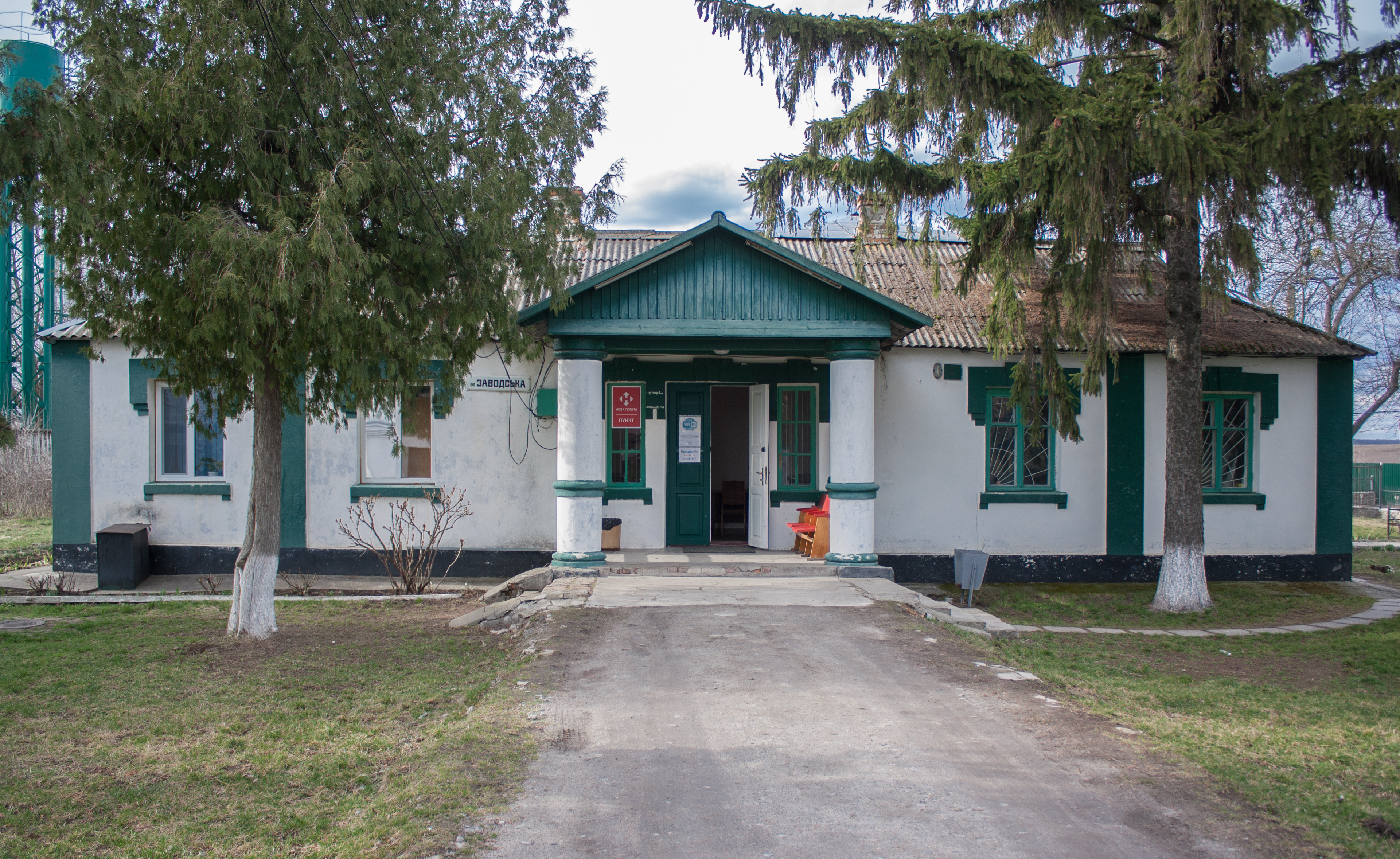
Відділення "Нової пошти"
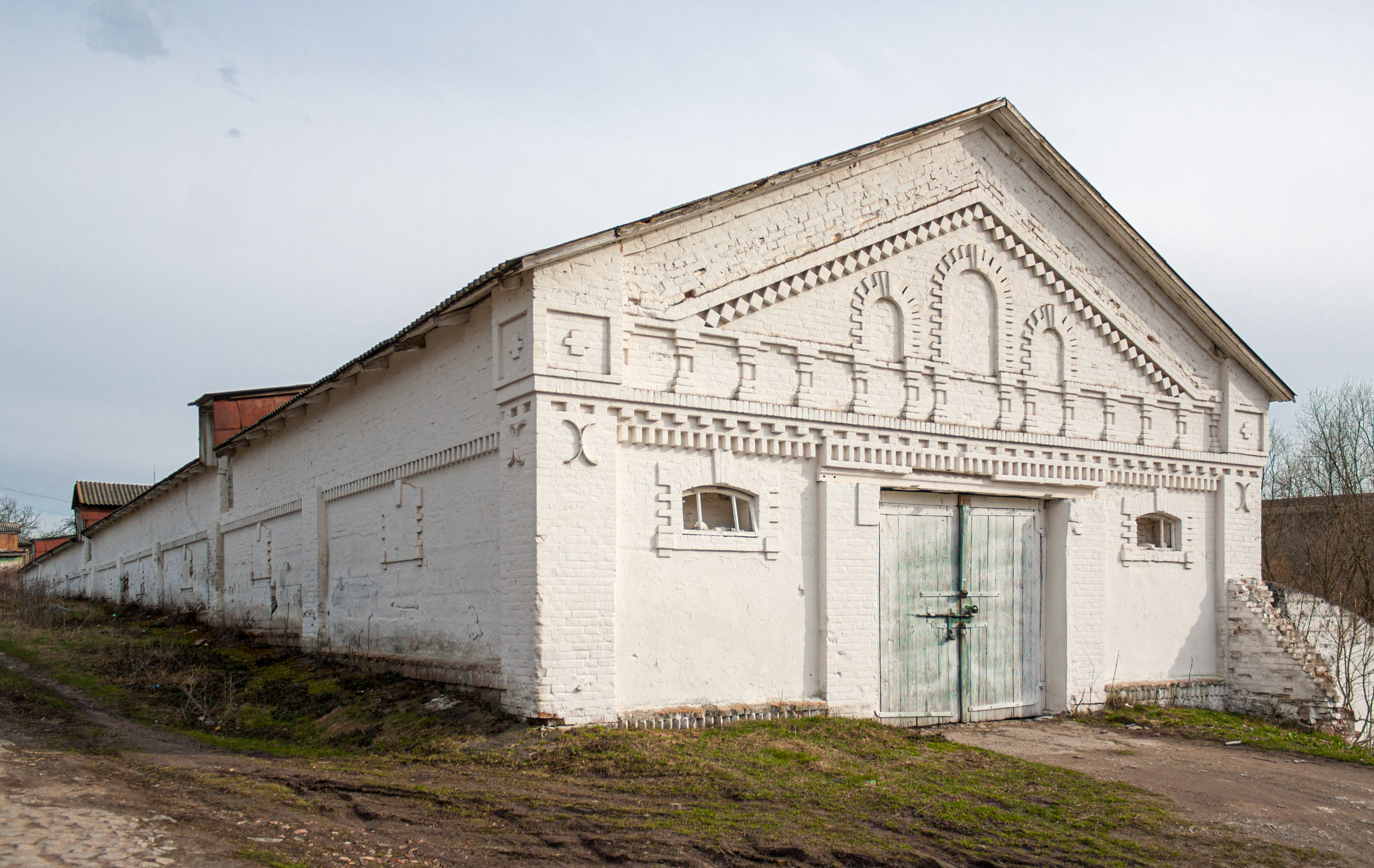
Колишня воловня
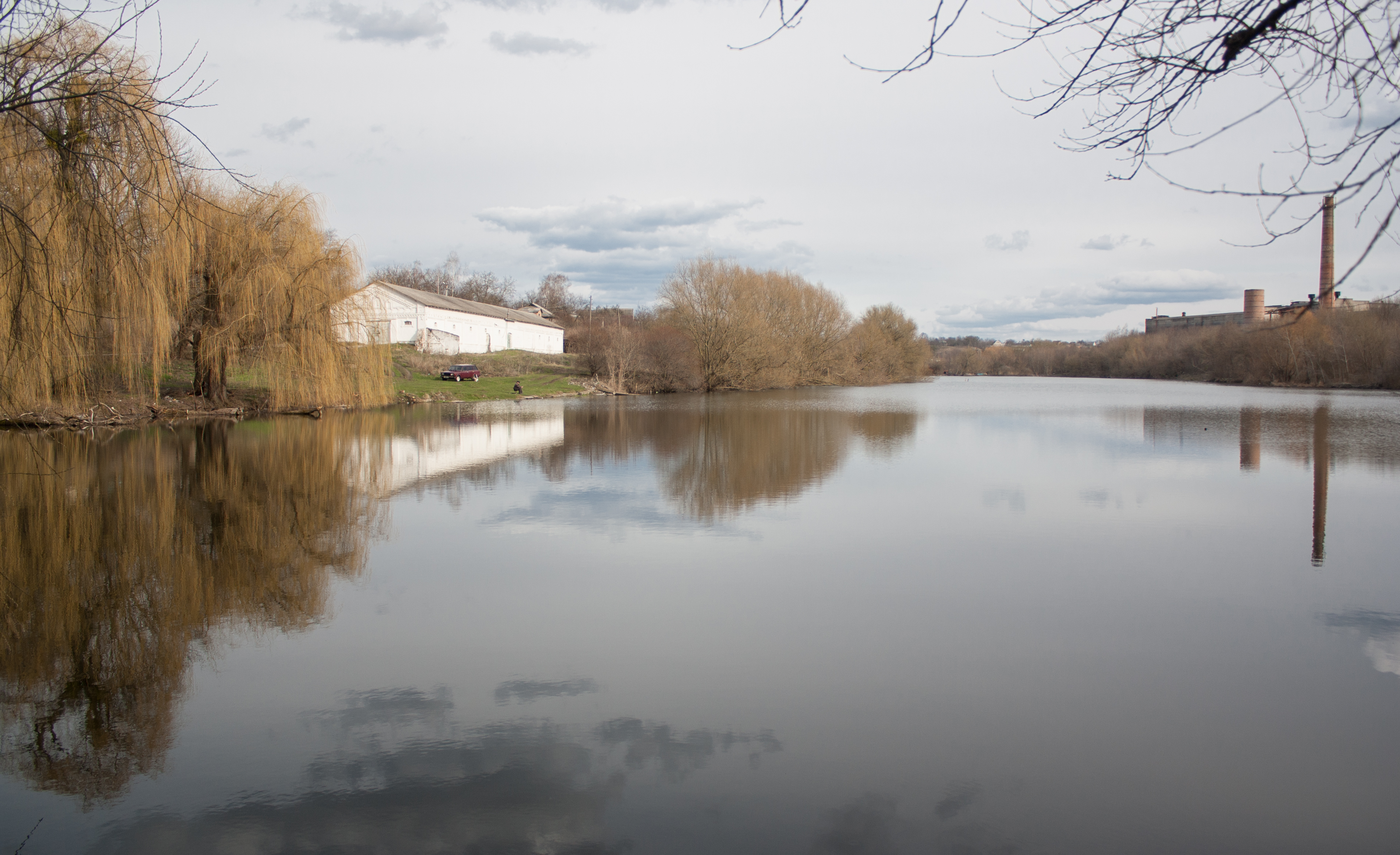
Ставок на річці Конела
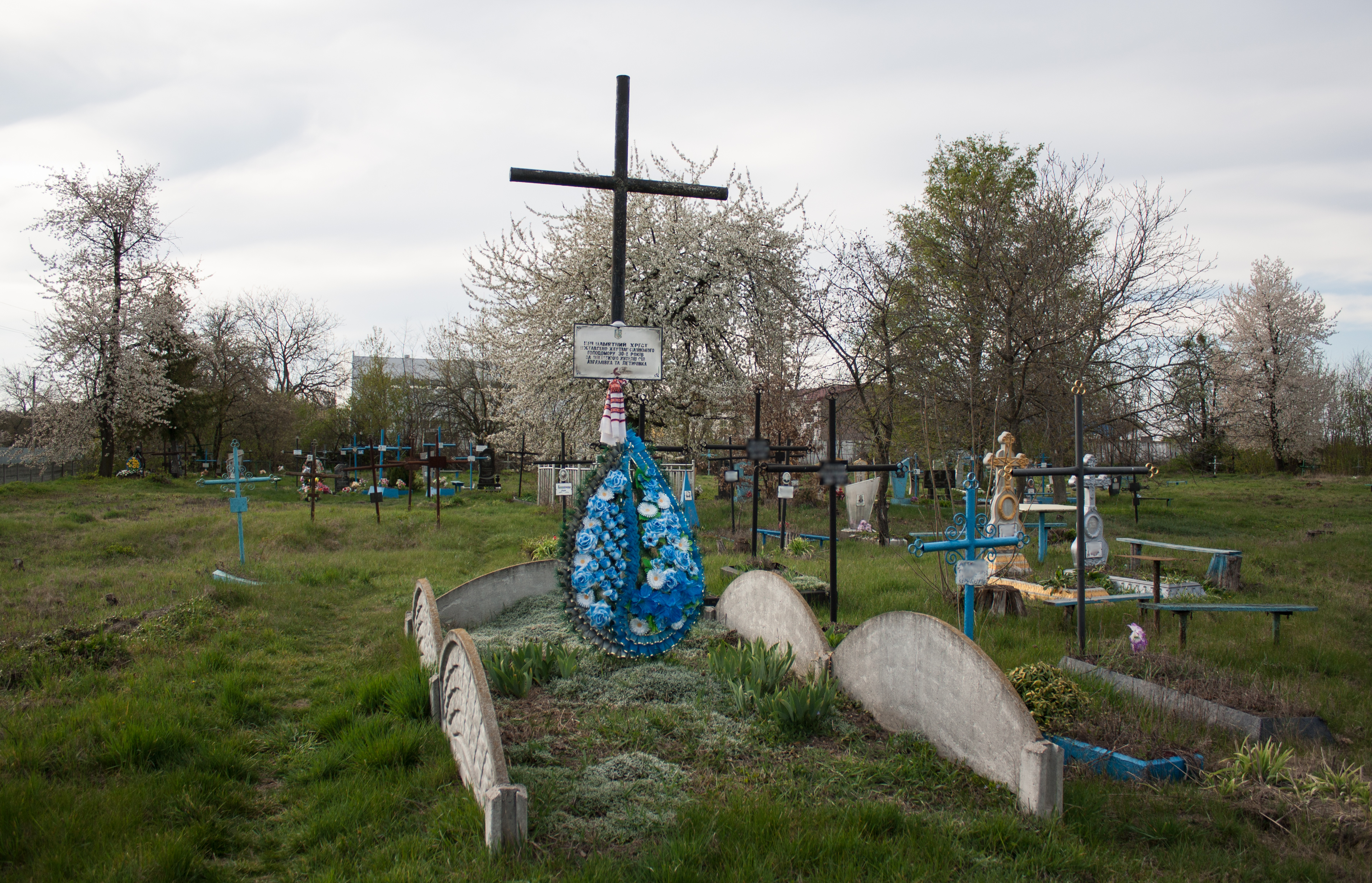
Пам'ятний знак жертвам Голодомору